# Api Computerhandel
Die api GmbH ist ein Großhandelsunternehmen mit Sitz in Baesweiler und tritt als IT-Vollsortimenter für Computerhardware, Software und Zubehör auf.

## Firmenchronik
Das Unternehmen wurde 1994 in Aachen von Achim Heyne gegründet, der das Unternehmen bis heute leitet. Ab 2007 wurde api zum Microsoft Gold Certified Partner zertifiziert und konnte damit Fachhändlern zusätzliche Services rund um das Angebot von Microsoft bieten. 2008 wurde ein Partnerabkommen mit Medion unterzeichnet und api die Vertriebsrechte für Navigationsgeräte und Notebooks des Elektronikunternehmens erteilt. Noch im gleichen Jahr schlossen api und Synaxon einen Kooperationsvertrag ab. 2009 wurde das Portfolio um einen Distributionsvertrag mit dem koreanischen Monitor-Hersteller Hyundai IT Corporation  und mit dem Netzwerk-Hersteller Trendnet erweitert. 2010 kamen Produkte der Firma ZyXEL hinzu und api wurde Treuhandpartner der Firma Sennheiser. In den folgenden Jahren konnten weitere Distributionsverträge unter anderen mit den Firmen Synology, Klarmobil, Buffalo Technology und Creative Technology abgeschlossen werden. Seit 2013 vertreibt api die kompletten Portfolios von Fujitsu und Tandberg Data und übernahm das insolvente Unternehmen COS Distribution AG, dieses Unternehmen firmiert heute als COS Computer GmbH und hat seinen Sitz nach Pohlheim verlegt. Ab Oktober 2014 erhielt api als Authorized Microsoft Distributor die Vertriebsrechte für dessen Produkte in OEM- und FPP-Version (FPP = Full Package Product, Produkt in Einzelhandels-Verkaufsverpackung).
Zur Api-Unternehmensgruppe gehört inzwischen auch die Pilot Computerhandels GmbH aus Seevetal (Niedersachsen). Sowohl die COS als auch Pilot wurden im 2./3. Quartal 2024 in die api übergeführt und sind nicht mehr als eigenständige Unternehmen aktiv.

## Niederlassungen
Das IT-Unternehmen hat Niederlassungen unter anderen in Aachen, Bamberg, Braunschweig, Herten, Frechen, Kreuzau, München, Nürnberg, Paderborn, Pohlheim und Simmerath. Ebenfalls ist das Unternehmen in Österreich, Schweden und den Niederlanden vertreten.